# Krigsåret 1903

## Pågående krig
- Filippinsk-amerikanska kriget (1898-1913)
  - USA
  - Filippinsk gerilla

## Händelser

### Februari
- 3 - Brittiska styrkor intar staden Kano i nuvarande norra Nigeria.

### Mars
- 23 - Amerikanska trupper i Honduras för att skydda USA:s konsulat och ett varv i Puerto Cortez under en revolution.
- 31 - Genom mordet på den ryske konsuln i Mitrovitza började det makendonska upproret.[1]

### April
- 19-20 april - Massakrer på judar i Chișinău.[1]

### Juni
- 11 - Militärkupp i Serbien där kung Alexander I mördas.